# Randall Bal
Randall Bal (Fair Oaks (Californië), 14 november 1980) is een Amerikaanse voormalig zwemmer en voormalig houder van de wereldsrecords 50 meter rugslag, korte- en langebaan. In 2001 werd hij wereldkampioen op deze afstand in Fukuoka, Japan.

## Zwemcarrière
Bij zijn WK-debuut in 2001 won Bal meteen goud op de 50 meter rugslag. Hij klopte Thomas Rupprath en Matt Welsh waardoor hij de eerste wereldkampioen werd op deze afstand. Op de dubbele afstand eindigde hij net naast het podium als vierde. Met de 4x100 meter wisselslag estafette werd hij gediskwalificeerd door een foutieve overname van een van zijn ploeggenoten. Twee jaar later eindigde hij als vijfde op de 50 meter rugslag. Daarnaast zwom hij in de series van zowel de 4x100 meter vrije slag als de 4x100 meter wisselslag estafette. In 2004 wist Randall Bal zich niet te plaatsen voor de Olympische Spelen in Athene. Bij de WK zwemmen 2005 in Montreal, Canada was het zilver op de 100 meter rugslag, achter landgenoot Aaron Peirsol, zijn deel. Op de 50 meter rugslag eindigde hij met de vierde plaats net naast het podium.

### 2007-heden
Na het missen van de WK zwemmen 2007 in Melbourne kwam Bal sterk terug met twee keer goud tijdens de Pan-Amerikaanse Spelen 2007 in Rio de Janeiro en de eindzege in het wereldbekercircuit. In 2008 wist hij zich wederom niet te kwalificeren voor de Spelen. Tijdens de wereldbekerwedstrijd in Berlijn verbrak hij het wereldrecord op de 50 meter rugslag kortebaan. Begin december nam hij deel aan de Swim Cup Eindhoven 2008, tijdens dit toernooi verbrak hij opnieuw een wereldrecord nu op de 50 meter rugslag langebaan en benaderde hij het wereldrecord op de 100 meter rugslag met 5/100 seconde. 

## Internationale toernooien
| Jaar | Olympische Spelen | WK langebaan | WK kortebaan | PanPacs         | Pan-Ams                          |
| ---- | ----------------- | --- | --- | --------------- | -------------------------------- |
| 2001 |                   | 50m rugslag · 4e 100m rugslag · DQ 4x100m wisselslag                                                                                 | |                 |                                  |
| 2002 |                   | | geen deelname | 100m rugslag    |                                  |
| 2003 |                   | 5e 50m rugslag · DQ 100m rugslag · 4x100m vrije slag · Bal zwom enkel in de series · 4x100m wisselslag · Bal zwom enkel in de series | |                 | geen deelname                    |
| 2004 | geen deelname     | | geen deelname |                 |                                  |
| 2005 |                   | 4e 50m rugslag · 100m rugslag · 4x100m wisselslag · Bal zwom enkel in de series                                                      | |                 |                                  |
| 2006 |                   | | 5e 50m rugslag · 100m rugslag · 4x100m vrije slag · Bal zwom enkel in de series · 4x100m wisselslag · Bal zwom enkel in de series | 9e 100m rugslag |                                  |
| 2007 |                   | geen deelname | |                 | 100m rugslag · 4x100m wisselslag |
| 2008 | geen deelname     | | 6e 50m rugslag · 100m rugslag · 7e 200m rugslag · 4x100m wisselslag                                                               |                 |                                  |
| 2009 |                   | geen deelname | |                 |                                  |
| 2010 |                   | | geen deelname | geen deelname   |                                  |
| 2011 |                   | geen deelname | |                 | geen deelname                    |

## Persoonlijke records
Bijgewerkt tot en met 29 juni 2013

### Kortebaan
| Afstand      | Tijd    | Datum            | Plaats    |
| ------------ | ------- | ---------------- | --------- |
| 50m rugslag  | 22,87   | 16 november 2008 | Berlijn   |
| 100m rugslag | 50,30   | 11 november 2008 | Stockholm |
| 200m rugslag | 1.50,42 | 18 november 2007 | Berlijn   |

### Langebaan
| Afstand      | Tijd    | Datum           | Plaats    |
| ------------ | ------- | --------------- | --------- |
| 50m rugslag  | 24,33   | 5 december 2008 | Eindhoven |
| 100m rugslag | 52,59   | 7 december 2008 | Eindhoven |
| 200m rugslag | 2.02,13 | 18 mei 2008     | Coimbra   |